# Charles Aznavour
Charles Aznavour (Paris, 22 de maio de 1924 — Mouriès, 1 de outubro de 2018) foi um cantor francês de origem armênia, também letrista, ator e diplomata franco-armênio.
Além de ser um dos mais populares e longevos cantores da França, ele foi também um dos cantores franceses mais conhecidos no exterior. Atuou em mais de 60 filmes, compôs cerca de 850 canções (incluindo 150 em inglês, 100 em italiano, 70 em espanhol e 50 em alemão). Charles Aznavour vendeu quase 200 milhões de discos em todo o mundo. O cantor começou sua turnê global de despedida no fim de 2006. Após reconhecer sua nacionalidade armênia em dezembro de 2008, Aznavour aceita em 12 de fevereiro de 2009 ser nomeado embaixador da Armênia na Suíça.

## Biografia
Aznavour nasceu Shahnour Vaghinagh Aznavourian (em armênio: Շահնուր Վաղինակ Ազնավուրյան), filho dos imigrantes armênios Michael e Knar Aznavourian. Seus pais, que eram artistas, o introduziram ao mundo do teatro em tenra idade.
Ele começou a atuar aos nove anos de idade e logo assumiu o nome artístico Charles Aznavour. Seu grande estouro aconteceu quando a cantora Édith Piaf o ouviu cantar e o levou consigo numa turnê pela França e pelos Estados Unidos.
Frequentemente descrito como o Frank Sinatra da França, Aznavour canta principalmente o amor. Ele escreveu musicais e mais de mil canções, gravou mais de 100 álbuns e apareceu em 60 filmes, incluindo Atirem no Pianista e O Tambor. Aznavour canta em muitas línguas (francês, inglês, italiano, espanhol, alemão, russo, armênio e português), o que o ajudou a se apresentar no Carnegie Hall e noutras casas de espetáculos mundo afora. Ele gravou pelo menos uma canção do poeta Sayat Nova, do século XVIII, em armênio. "Que c'est triste Venise", cantada em francês, em italiano ("Com'è triste Venezia"), espanhol ("Venecia sin tí"), inglês ("How sad Venice can be") e alemão ("Venedig im Grau") e "The Old-Fashioned Way" estão entre as mais famosas canções poliglotas de Aznavour. Nos anos 1970, Aznavour tornou-se um grande sucesso no Reino Unido, onde sua canção "She" saltou para o número um nas paradas de sucessos.
Admirador do Quebeque, ele incentivou a carreira da cantora e letrista quebequense Lynda Lemay na França, e tem uma casa em Montréal.
Desde o terremoto de 1988, na Armênia, Aznavour tem ajudado o país através de sua obra de caridade: a Fondation Aznavour Pour L'Arménie ("Fundação Aznavour para a Armênia"). Há uma praça com seu nome na cidade de Erevan, na rua Abovian. Aznavour é membro da Câmara Internacional do Fundo de Curadores da Armênia. A organização tem arrecado mais de 150 milhões de dólares em ajuda humanitária e assistência de desenvolvimento de infraestrutura para a Armênia desde 1992. Charles Aznavour foi nomeado como "Officier" (Oficial) da Légion d'Honneur em 1997.
Em 1988, Charles Aznavour foi eleito "artista do século" pela CNN e pelos usuários da Time Online espalhados pelo mundo. Aznavour foi reconhecido como notável performer do século com cerca de 18% da votação total, desbancando Elvis Presley e Bob Dylan. Após a morte de Frank Sinatra, Charles Aznavour é o último dos crooners tradicionais.
A lista de artistas que já cantaram Aznavour abrange de Fred Astaire a Bing Crosby, de Ray Charles a Liza Minelli. Elvis Costello gravou "She" para o filme Notting Hill. O tenor Plácido Domingo é um grande amigo de Aznavour e frequentemente canta seus hits, principalmente a versão de Aznavour de Ave Maria, de 1994.
No início do outono de 2006, iniciou sua turnê de despedida, apresentando-se nos Estados Unidos e no Canadá, deixando ótimas lembranças. Em 2007, fez concertos no Japão e no resto da Ásia. Com mais de oitenta anos de idade, Aznavour demonstra excelente saúde. Ele ainda cantava em várias línguas e sem teleprompters, mas tipicamente canta apenas em duas ou três - francês e inglês são as duas primárias - espanhol e italiano em terceiro lugar, durante a maioria dos concertos. Em 30 de setembro de 2006, apresentou-se num grande concerto em Erevan, capital da Armênia, como estreia da série "Armênia, minha amiga" na França. O presidente armênio Robert Kocharian e o presidente francês Jacques Chirac, à época em visita oficial à Armênia, estavam na primeira fila.
Morreu aos 94 anos no dia 1 de outubro de 2018 em sua casa na serra das Alpilles, no sul da França. A despeito da idade avançada, o cantor continuava a se apresentar regularmente.

## Carreira cinematográfica
Teve uma longa e variada carreira paralela como ator, aparecendo em mais de 60 filmes. Em 1960, estrelou Atirem no Pianista, de François Truffaut, no papel do personagem Édouard Saroyan. Também teve uma performance aclamada em 1974, no filme O Caso dos Dez Negrinhos, e teve um importante papel de coadjuvante no filme O Tambor, de 1979, vencedor do Academy Award de melhor filme em língua estrangeira em 1980. Em 2002 estrelou o filme Ararat, interpretando Edward Saroyan, um cineasta.

## Prêmios e reconhecimentos
- 1963, 1971 e 1980 - Edison Prêmios (três vezes);
- 1971 - Golden Lion Award honorário no Festival de Cinema de Veneza para a versão italiana da música Mourir d'aimer;
- 1995 - Grande Medalha da Academia Francesa;
- 1995 - Embaixador da Boa Vontade e Permanente Delegado da Armênia para a UNESCO;
- 1996 - Indução para o Songwriters Hall of Fame;
- 1996 - Aznavour foi elencado no Hall da Fama dos Letristas;
- 1997 - Aznavour foi premiado na França como artista masculino do ano;
- 1997 - Aznavour foi premiado com o César honorário;
- 1997 - Francês Victoire prêmio de artista masculino do ano;
- 1997 - Honorary Award César;
- 1997 - Officier (oficial) da Légion d'honneur;
- 2004 - Herói Nacional da Armênia;
- 2004 - Aznavour recebeu o título de "Herói Nacional da Armênia";
- 2006 - Aznavour foi laureado pelo 30º Festival de Cinema do Cairo;
- 2006 - Prêmio honorário em 30 Cairo Film Festival;
- 2008 - Diretor Honorário da Ordem do Canadá;
- 2008 - Cidadania da República da Armênia;
- 2009 - MIDEM Lifetime Achievement Award;
- 2009 - Grigor Lusavorich, prêmio de República de Nagorno-Karabakh;
- 2009 - Oficial da Ordem Nacional de Quebec;
- 2010 - Fim de Honra "pelo excelente contributo para o reforço dos laços culturais entre a Rússia e a França".

## Charles Aznavour no Brasil
O cantor veio ao Brasil em abril de 2008 com a sua turnê de despedida, e mostrou, apesar da idade, que está em grande forma. Suas apresentações foram marcadas pela presença de pessoas ilustres, como a atriz Bibi Ferreira. Os críticos dos principais jornais, bem como os famosos presentes, fizeram efusivos elogios ao cantor cujas apresentações foram intensamente aplaudidas. Aznavour passou por seis capitais brasileiras: São Paulo, Recife, Rio de Janeiro, Brasília, Curitiba e Porto Alegre. Em setembro de 2008 o cantor voltou ao Brasil, por ter tido uma receptividade muito boa em abril de 2008 e fez mais sete shows nas capitais: Fortaleza, Goiânia, Recife, Rio de Janeiro, Belo Horizonte, São Paulo e Curitiba. Mostrando disposição para mais uma maratona de shows apesar da idade avançada. Em maio de 2013 o cantor volta ao Brasil, onde faz apresentações no Rio de Janeiro, São Paulo, Porto Alegre e Recife. Em março de 2017, Aznavour fez shows em São Paulo e Rio de Janeiro para casas completamente cheias, mostrando a vitalidade de sempre apesar da longevidade, que não parece ser-lhe grande incômodo.

## Charles Aznavour em Portugal
Charles Aznavour atuou duas vezes em Portugal, na sua turnê mundial, em 2008, no Pavilhão Atlântico no dia 23 de Fevereiro e oito anos depois no mesmo local, rebatizado Meo Arena, no sábado, dia 10 de dezembro de 2016.